# Nu Leporis
Désignations
Nu Leporis (ν Leporis / ν Lep), également désignée 7 Leporis, est une étoile binaire présumée de la constellation du Lièvre. Elle est visible à l'œil nu sous la forme d'une étoile faiblement lumineuse d'une magnitude apparente de 5,29. D'après la mesure de sa parallaxe annuelle par le satellite Gaia, elle se situe à environ ∼ 354 a.l. (∼ 109 pc) de la Terre. Elle s'en éloigne à une vitesse radiale héliocentrique de +27 km/s.

## Propriétés physiques
Nu Leporis est une étoile binaire astrométrique probable. Sa composante visible est une étoile de type spectral B qui fait environ 3,3 fois la masse du Soleil. Lesh (1968) lui a donné une classification stellaire de B7 IVnn, ce qui indique qu'il s'agirait d'une étoile sous-géante quelque peu évoluée. La notation « nn » indique des raies d'absorption particulièrement « nébuleuses » causées par une rotation rapide. Houk et Smith-Moore (1978) l'ont répertorié comme une étoile bleu-blanc de la séquence principale de type spectral B7/8 V, suggérant plutôt qu'elle n'a pas encore consommé tout l'hydrogène de son noyau. Les modèles d'évolution stellaire montrent que c'est encore une jeune étoile qui a complété moins de 40 % de sa vie sur la séquence principale.
Nu Leporis tourne rapidement sur elle-même avec une vitesse de rotation projetée de 285 km/s. Le rayon de l'étoile en environ trois fois plus grand que celui du Soleil, elle est 138 fois plus lumineuse que le Soleil et sa température effective est de 12 417 K.